# Franziskus-Xaverius-Verein

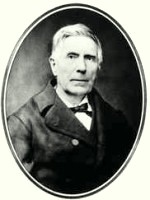
Heinrich Hahn, Gründer des Aachener Xaveriusvereins

Der Franziskus-Xaverius-Missionsverein oder kurz Xaveriusverein war ein katholischer Missionsverein. Seine Wurzeln gehen auf die Franziskus-Xaverius-Bruderschaft zurück, die 1832 von dem Arzt und Sozialpolitiker Heinrich Hahn in Aachen initiiert und 1837 genehmigt wurde. Namensgeber des Vereins wurde Francisco de Xavier, ein heiliggesprochener Missionar aus dem Jesuitenorden, der der Patron aller katholischen Missionswerke ist. Die Gründungsurkunde befindet sich in der Missionsbibliothek und katholischen Dokumentationsstelle Mikado in Aachen.
Zusammen mit dem 1838 gegründeten bayerischen Ludwig-Missionsverein wurde der Aachener Missionsverein 1922 in das päpstliche Werk der Glaubensverbreitung eingegliedert. Fünfzig Jahre später wird 1972 der neue Name „missio – Internationales Katholisches Missionswerk e. V“. mit Sitz in Aachen eingeführt und missio Aachen erhält neue Statuten. Seitdem bestehen weiterhin zwei rechtlich unabhängige Institutionen: Internationales Katholisches Missionswerk missio e. V. mit Sitz in Aachen und missio – Internationales Katholisches Missionswerk – Ludwig Missionsverein KdöR mit Sitz in München.

## Geschichte
Eine erste Gesellschaft zur Glaubensverbreitung, die „Societé pour la Propagation de la Foi“, wurde 1822 durch Pauline Marie Jaricot in Lyon gestiftet. Von ihrer Idee angeregt, gründeten sich in der Folge zahlreiche Missionskreise in Deutschland, die nach dem Lyoner Vorbild Gelder für die Missionen sammelten. Nach französischem Vorbild plante Heinrich Hahn, im Jahr 1832 in Aachen ebenfalls einen solchen Missionsverein zu gründen. Er gewann für seine Idee schnell über 100 Mitstreiter, darunter Luise Hensel und Franziska Schervier, die sich zunächst in der Bürgerbewegung Aachener Kreis zusammenschlossen. Wichtig für Hahn war es, dass außer der Sammlung von Geldspenden das Gebet für Missionare und Neugetaufte eine wichtige Rolle spielte. Ein erster Antrag zur Genehmigung dieser Gemeinschaft beim Erzbischof von Köln, Ferdinand August von Spiegel, wurde 1834 abgelehnt, weil der Erzbischof darin eine zu große Nähe zum revolutionären Frankreich sah und zugleich das Erzbistum Köln keine finanzielle Möglichkeit habe. Erst sein Nachfolger, Erzbischof Clemens August Droste zu Vischering, genehmigte schließlich 1837 die Errichtung der Franziskus-Xaverius-Bruderschaft in Aachen. 
Im Jahr 1841 wurde diese Bruderschaft staatlich anerkannt und ein Jahr später auch von der katholischen Kirche. Allmählich bürgerte sich daraufhin der Name Franziskus-Xaverius-Verein ein. Er wurde zu einer deutschen Gruppe des Werks der Glaubensverbreitung. Nach Hahns Tod im Jahr 1882 wurde es zunächst ruhig um den Verein, doch durch das Engagement von Aloys Fürst zu Löwenstein beim Katholikentag 1909 in Breslau konnte der Xaveriusverein zu neuem Leben erweckt werden. Schließlich wurde Aachen 1916 offizieller Verwaltungssitz und ein Jahr später erschien erstmals das Vereinsorgan Die katholischen Missionen. In kürzester Zeit stieg die Zahl der Mitglieder auf mehr als eine halbe Million. 1922 erhielt der Verein von Papst Pius XI. den Status eines Päpstlichen Missionswerks.